# Kediren (Kalitengah)
Kediren is een bestuurslaag in het regentschap Lamongan van de provincie Oost-Java, Indonesië. Kediren telt 1254 inwoners (volkstelling 2010).